# Indreabhán
Indreabhán [ˈɪɲdʲɾʲəwˠɑːn̪ˠ] (anglisiert: Inveran oder: Inverin) ist eine dörfliche Streusiedlung zwischen den Orten An Spidéal und Casla in der Grafschaft Galway, Irland. Es umfasst die Townlands Indreabhán, An Leathchartúr, An Tulach, Na Mine und An Cartúr Leathan.  Es liegt in der Gaeltachtregion Cois Fharraige.

## Name
Der Name Indreabhán ist wahrscheinlich eine metathetische Form von inbhearán, einer Ableitung von ir.  inbhear (dt. Flussmündung) und bedeutet so viel wie „Ort mit Flussmündungen“.  Die Lautform Indreabhán ist zusätzlich wohl vom heute nicht mehr geläufigen Namen idir dá Inbhir („zwischen zwei Flussmündungen“)  beeinflusst worden.

## Verkehr
Das Dorf liegt an der R336 road und wird von Bus Éireann von Galway mit der Buslinie 424 bedient. In Indreabhán liegt der Flugplatz Connemara mit Flugverbindungen zu den drei Aran-Inseln.

## Sprache
Die Umgangssprache ist wie im benachbarten Baile na hAbhann der Connacht-Dialekt des Irischen. Offiziellen Status hat deshalb nur der irische Name Indreabhán.
In Na Mine befindet sich das Sommercollege Coláiste Uí Chadhain und in An Tulach liegt einer von drei Campus des Sommercolleges Coláiste Chamuis. Hier verbringen zahlreiche Schüler aus ganz Irland ihre Sommerferien, um ihre Irischsprachkenntnisse zu vertiefen, während sie bei muttersprachlichen Familien untergebracht sind.

## Persönlichkeiten
Der Dichter, Dramatiker und Schauspieler Sean Ó Coistealbha (1930–2006) stammt aus Indreabhán, ebenso die landesweit bekannten Moderatoren Sinéad Ní Neachtain, Aoife Ní Thuairisg und Pádraic Ó Neachtain des irischsprachigen Fernsehsenders TG4.